# W58
W58 è una complessa radiosorgente associata a una regione H II visibile in direzione della costellazione del Cigno.

## Osservazione
La regione di W58 si individua nella parte centro-meridionale della costellazione del Cigno, su un tratto della Via Lattea molto luminoso e ricco di campi stellari di fondo; la sua posizione è reperibile circa un grado a sudest del centro della linea congiungente le stelle Sadr e Albireo, ed è segnata da due nebulose a emissione indicate con le sigle Sh2-99 e Sh2-100, entrambe visibili e fotografabili utilizzando appositi filtri.
Il periodo più indicato per la sua osservazione nel cielo serale va da giugno a novembre, specialmente dalle regioni dell'emisfero boreale, dove appare molto alta sull'orizzonte; dall'emisfero australe la sua visibilità risulta mediamente più limitata a causa della declinazione positiva (boreale) di W58.

## Caratteristiche
W58 comprende due regioni di formazione stellare situate a distanze diverse fra loro, su due diversi bracci di spirale della Via Lattea. La regione più prossima al sistema solare è quella situata a 8400 parsec, sul Braccio di Perseo; ad essa appartengono quasi tutte le sottocomponenti di W58, comprese le due nebulose Sh2-99 e Sh2-100, visibili anche nella banda della luce visibile. Questa regione appare suddivisa in varie componenti in base alla sua emissione alle onde radio; queste componenti sono catalogate con una lettera progressiva, da W58 A a W58 H. Le prime quattro componenti (A, B, C e D), che coincidono con i punti di massima densità della massa gassosa, comprendono altrettante regioni H II ultracompatte. Il complesso nebuloso ospita una ventina di sorgenti di radiazione infrarossa, comprese quattro sorgenti IRAS e due sorgenti indicate con la sigla IRS1 e IRS2. Fra le sorgenti individuate nelle microonde, cinque coincidono con altrettanti maser, dei quali due a idrossido, due ad acqua e uno a metanolo. A queste si aggiungono alcune sorgenti di onde radio, per un totale di oltre quaranta componenti coincidenti con oggetti stellari giovani originatesi nella regione.
La regione di emissione nelle onde radio catalogata come W58 G mostra delle particolarità rispetto alle altre sorgenti; essa comprende infatti quattro oggetti nebulosi situati a distanze diverse fra loro: i primi due sono connessi ad una regione adiacente alla Fenditura del Cigno, a circa 900 parsec (2930 anni luce) di distanza; il terzo oggetto è indicato col nome di Regione Estesa Sud Est (Extended Region South East) di W58 ed è situato sul Braccio di Perseo alla distanza di circa 8400 parsec (27400 anni luce), mentre il quarto oggetto, il più studiato, è una grande regione H I appartenente probabilmente al Braccio del Cigno, ad una distanza pari a ben 12400 parsec (40420 anni luce). A differenza delle altre sorgenti di W58, infatti, questa componente di W58 G possiede una velocità radiale molto più negativa, che è la prova più evidente del fatto che si tratti di un sistema differente rispetto alle altre componenti.